# Fredrika, Åsele kommun
Fredrika (sydsamiska: Vistege) är en småort i Fredrika distrikt (Fredrika socken) i Åsele kommun i landskapet Lappland i Västerbottens län. Fredrika ligger 56 km öster om Åsele och 105 km väster om Umeå. 2015 förlorade Fredrika sin status som tätort på grund av att folkmängden minskat till under 200 personer.

## Historia
Fram till 1799 hette orten Viska, som kommer från samiskans Visteke som betyder ungefär "platsen som är rik på renlav". Namnet Fredrika kommer från Gustav IV Adolfs gemål, drottning Fredrika. 
2004 framkom planer på att bygga Europas största buddhistiska tempel i  Fredrika. 2024 stängdes ortens bibliotek och äldreboende.

### Befolkningsutveckling
| Befolkningsutvecklingen i Fredrika 1950–2015 | Befolkningsutvecklingen i Fredrika 1950–2015 | Befolkningsutvecklingen i Fredrika 1950–2015 | Befolkningsutvecklingen i Fredrika 1950–2015 | Befolkningsutvecklingen i Fredrika 1950–2015 |
| -------------------------------------------- | -------------------------------------------- | -------------------------------------------- | -------------------------------------------- | -------------------------------------------- |
|                                              |                                              |                                              |                                              |                                              |
| År                                           |                                              |                                              | Folkmängd                                    | Areal (ha)                                   |
| 1950                                         | 1950                                         |                                              | 308                                          |                                              |
| 1960                                         | 1960                                         |                                              | 358                                          |                                              |
| 1965                                         | 1965                                         |                                              | 496                                          |                                              |
| 1970                                         | 1970                                         |                                              | 454                                          |                                              |
| 1975                                         | 1975                                         |                                              | 437                                          |                                              |
| 1980                                         | 1980                                         |                                              | 441                                          |                                              |
| 1990                                         | 1990                                         |                                              | 347                                          | 118                                          |
| 1995                                         | 1995                                         |                                              | 353                                          | 118                                          |
| 2000                                         | 2000                                         |                                              | 309                                          | 118                                          |
| 2005                                         | 2005                                         |                                              | 254                                          | 118                                          |
| 2010                                         | 2010                                         |                                              | 215                                          | 117                                          |
| 2015                                         | 2015                                         |                                              | 154                                          | 47#                                          |
| Anm.: Ej tätort 2015. # Som småort.          |                                              |                                              |                                              |                                              |